# Jeff Archibald (hokeista na trawie)
Jeffrey Victor „Jeff” Archibald   (ur. 2 lutego 1952 w Auckland) – nowozelandzki hokeista na trawie. Złoty medalista olimpijski z Montrealu.
Zawody w 1976 były jego drugimi igrzyskami olimpijskimi. Debiutował w 1972, brał także udział w turnieju w 1984. Łącznie rozegrał 18 spotkań (1 gol). W reprezentacji pierwszy raz zagrał w 1970. W latach 1984–1986 był kapitanem drużyny narodowej. Jego syn Ryan także był hokeistą na trawie i olimpijczykiem.